# Gran Trak 10
Gran Trak 10 és una màquina recreativa desenvolupada per Atari a través de la seva filial Cyan Engineering, i llançat per Atari el maig de 1974. En el joc, un sol jugador amb vista superior condueix un cotxe al llarg d'una pista de carreres, evitant parets de pilons i tractant de passar tants punts de control com sigui possible abans que s'acabi el temps. El joc està controlat amb un volant, accelerador i pedals de fre, i una palanca de canvi, i el cotxe s'estavella i gira si colpeja un piló. Gran Trak 10 va començar el desenvolupament la tardor de 1973; va ser inicialment dissenyat per Larry Emmons de Cyan, amb el disseny mecànic manejat per Eigen Systems, tot i que després de diversos problemes de disseny i producció que es van descobrir durant una petita producció inicial al març de 1974, el disseny va ser revisat per Allan Alcorn, el dissenyador de Pong, amb una distribució més àmplia a partir de maig. Els circuits del joc inclouen, possiblement, la primera instància de memòria només de lectura basada en circuits integrats, en comptes de gràfics desats en díodes, que després es va convertir en l'estàndard per als jocs d'arcade.
Gran Trak 10 es va desenvolupar durant un temps de diversos canvis interns a Atari; com a resultat, els problemes de comunicació van portar a Atari a no seguir amb precisió les despeses de fabricació del joc. Es van vendre inicialment als distribuïdors amb una pèrdua neta de 100 dòlars estatunidencs per màquina; encara que es va solucionar aquest defecte, va contribuir a una pèrdua total de 500.000 dòlars per a l'empresa d'aquest any fiscal, situant a Atari en dificultats financeres. El joc en si va tenir èxit, i va portar la realització diverses versions del joc produït el 1974 per Atari i la seva filial Kee Games, incloent una versió més petita de la màquina titulada Trak 10 i una versió de dos jugadors titulada Gran Trak 20, així com nombrosos jocs de carreres posteriors. Gran Trak 10 va ser el primer videojoc de curses recreatiu, encara que Atari havia llançat el joc de carreres d'esprints Space Race el 1973, i un senzill joc de curses, Wipeout, que va ser inclòs en la consola Magnavox Odyssey de 1972.